# Tundzha
Tundzha (bulgarsk: Тунджа [ˈtund͡ʒɐ], tyrkisk: Tunca [tund͡ʒa], græsk: Τόνζος  [ˈtonzos]) er en flod i Bulgarien og Tyrkiet (i antikken kendt som Tonsus) og den mest betydningsfulde biflod til Maritsa, som den munder ud i på tyrkisk territorium nær Edirne.
Floden har sit udspring fra de centrale dele af Stara Planina (Balkanbjergene) nord for Kalofer, den flyder derefter mod øst og laver et skarpt sving mod syd før Yambol, i hvilken retning den flyder, indtil den når Maritsa. Tundzhas længde er omkring 365 km, heraf 328 km på bulgarsk territorium (inklusive grænse). Den har omkring 50 bifloder, hvoraf de vigtigste Mochuritsa, Popovska og Sinapovska.
Byer på bredden af floden omfatter Kalofer, Yambol og Elhovo.
Tundzha-gletsjeren på Livingston Island på Sydshetlandsøerne, Antarktis er opkaldt efter Tundzha-floden.

## Gallerier
Billeder af Tundzha-floden i Yambol:
- Tundzha nær Kargona
- Bro
- Tundzha River - mellem stadion og byparken

- Broen nær Teknisk Gymnasium
- Hotel Tundzha, Yambol
- Tundzha-floden - oversvømmelse den 18. februar 2010

Billeder af Tundzha-floden nær Elhovo:
- Tæt på Elhovo City Park
- I nærheden af Elhovo